# Tina Jakovina
Tina Jakovina (Postumia, 11 agosto 1992) è una cestista slovena.

## Carriera
Con la Slovenia ha disputato tre edizioni dei Campionati europei (2017, 2019, 2021).